# Coronilla jianhuii
Coronilla jianhuii är en spindelart som beskrevs av Yinquiu Tang och Yin 2002. Coronilla jianhuii ingår i släktet Coronilla och familjen mörkerspindlar. Inga underarter finns listade i Catalogue of Life.